# Matt Bettinelli-Olpin
Matthew Douglas Bettinelli-Olpin, detto Matt (San Francisco, 19 febbraio 1978), è un regista e attore statunitense.

## Biografia
Nato e cresciuto in California, ha frequentato l'università della California dove si è laureato in giornalismo.
Bettinelli-Olpin ha formato nel 1993 la band Link 80, nella quale ha suonato la chitarra e scritto i testi. La formazione ha registrato due dischi, 17 Reasons e Killing Katie.

## Filmografia

### Attore
- V/H/S, Matt Bettinelli-Olpin, David Bruckner, Tyler Gillett, Justin Martinez, Glenn McQuaid, Joe Swanberg, Chad Villella, Ti West, Adam Wingard (2012)
- The Alpha Geek, regia di John Walcutt (2009)
- Hancock, regia di Peter Berg (2008)
- Southbound - Autostrada per l'inferno, regia di Radio Silence Productions (2016)

### Regista
- V/H/S Matt Bettinelli-Olpin, David Bruckner, Tyler Gillett, Justin Martinez, Glenn McQuaid, Joe Swanberg, Chad Villella, Ti West, Adam Wingard (2012)
- La stirpe del male (Devil's Due), co-diretto con Tyler Gillett (2014)
- Finché morte non ci separi (Ready or Not), co-diretto con Tyler Gillett (2019)
- Scream, co-diretto con Tyler Gillett (2022)
- Scream VI, co-diretto con Tyler Gillett (2023)
- Abigail, co-diretto con Tyler Gillett (2024)

## Discografia
- The Link 80 & Wet Nap Split (1995)
- Remember How It Used To Be EP (1995)
- Rumble At The Tracks EP (1996)
- 17 Reasons (1996)
- Killing Katie (1997)